# Hunter Parrish
Hunter Parrish (Richmond, 13 maggio 1987) è un attore statunitense.
Famoso principalmente per aver interpretato Silas Botwin nella serie televisiva Weeds, tanto quanto per le sue apparizioni in alcuni film di Hollywood.

## Biografia
Nel 2007 si è diplomato alla Texas Tech University Independent School District.
Parrish ha recitato in molte serie televisive, incluse Weeds, CSI: Scena del crimine, Close to Home, Law & Order: Unità Speciale e Summerland. È inoltre apparso nei film Sleepover (2004) e Vita da camper (2006).
Nel 2007 è nel cast del film Freedom Writers, nel quale ha interpretato Ben Samuels, il solo studente bianco di una classe di una scuola superiore californiana. Il critico Thomas Hibbs del National Review Online ha notato che Parrish ha interpretato il ruolo con un "humor modesto".
L'11 agosto 2008, Parrish è entrato a far parte del cast del musical di Broadway Spring Awakening nel ruolo di Melchior Gabor all'Eugene O'Neill Theatre.

## Vita privata
È stato fidanzato con l'attrice e cantante AJ Michalka (membro delle 78violet). Nel 2015 si è sposato con l'attrice Kathryn Wahl.

## Filmografia

### Cinema
- Sleepover, regia di Joe Nussbaum (2004)
- Steal Me, regia di Melissa Painter (2005)
- Premonition, regia di Renata Adamidov (2005) – cortometraggio
- Down in the Valley, regia di David Jacobson (2005)
- Vita da camper (RV), regia di Barry Sonnenfeld (2006)
- Freedom Writers, regia di Richard LaGravenese (2007)
- Cougar 101, regia di Jake Szymanski (2009) – cortometraggio
- 17 Again - Ritorno al liceo (17 Again), regia di Burr Steers (2009)
- Paper Man, regia di Kieran e Michele Mulroney (2009)
- È complicato (It's Complicated), regia di Nancy Meyers (2009)
- The Space Between, regia di Travis Fine (2010)
- Gone, regia di Heitor Dhalia (2012)
- Still Alice, regia di Richard Glatzer e Wash Westmoreland (2014)
- Dopo l'uragano (A Rising Tide), regia di Ben Hickernell (2015)

### Televisione
- The Guardian – serie TV, episodio 3x04 (2003)
- Summerland – serie TV, episodio 2x06 (2005)
- CSI - Scena del crimine (CSI: Crime Scene Investigation) – serie TV, episodio 6x05 (2005)
- Weeds – serie TV, 102 episodi (2005-2012) - Silas Botwin
- In Justice – serie TV, episodio 1x04 (2006)
- Close to Home - Giustizia ad ogni costo (Close to Home) – serie TV, episodio 2x02 (2006)
- Campus Ladies – serie TV, episodio 2x03 (2006)
- Law & Order - Unità vittime speciali (Law & Order: Special Victims Unit) – serie TV, episodio 8x18 (2007)
- The Good Wife - serie TV, 3 episodi (2013-2014)
- Hand of God - serie TV, 5 episodi (2015)
- The Following - serie TV, 5 episodi (2015)
- Good Girls Revolt - serie TV, 10 episodi (2015-2016)
- Quantico - serie TV, 9 episodi (2017)
- This Is Us - serie TV, episodi 3x01, 3x03 (2018)
- Ratched – serie TV, episodi 1x01-1x02  (2020)

### Doppiaggio
- Batman: The Brave and the Bold – serie TV, episodio 2x15 (2010) – voce
- Pound Puppies – serie TV, episodio 1x18 (2011) – voce

## Teatro
- Spring Awakening, regia di Michael Mayer, Eugene O'Neill Theatre di Broadway (2008)
- Godspell, regia di Daniel Goldstein, Circle in the Square Theatre di Broadway (2011)
- Hair, regia di Adam Shankman, Hollywood Bowl di Los Angeles (2014)
- Good Grief, regia di Awoye Timpo, Vineyard Theatre dell'Off Broadway (2018)
- Il buio oltre la siepe, regia di Bartlett Sher, Shubert Theatre di Broadway (2021)

## Doppiatori italiani
Nelle versioni in italiano delle opere in cui ha recitato, Derek Richardson è stato doppiato da:
- Davide Perino in Weeds, Still Alice
- Flavio Aquilone in E' complicato, Hand of God
- Marco Vivio in The Good Wife, The Following
- Gianfranco Miranda in CSI - Scena del crimine
- Andrea Mete in 17 Again - Ritorno al liceo
- Emanuele Ruzza in Good Girls Revolt
- Fabrizio De Flaviis in Quantico
- Alessio Nissolino in Ratched
- Paolo Vivio in Sleepover